# Ratchasimasaurus suranareae
Il ratchasimasauro (Ratchasimasaurus suranareae Shibata et al., 2011) era un dinosauro erbivoro appartenente agli iguanodonti. Visse nel Cretaceo inferiore (Aptiano, circa 120 milioni di anni fa) e i suoi resti fossili sono stati ritrovati in Thailandia.

## Classificazione
Questo dinosauro è noto esclusivamente per una mandibola, descritta per la prima volta nel 2011 e proveniente dalla formazione Khok Kruat nella provincia di Nakhon Ratchasima. Secondo lo studio (Shibata et al., 2011) il fossile presenta una caratteristica unica (autapomorfia) rispetto ad altri animali simili: il ramo dell'osso dentale era piatto e notevolmente allungato. Ratchasimasaurus, inoltre, presenta una combinazione di caratteristiche basali (primitive) e derivate (evolute) rispetto agli altri iguanodonti. Non è quindi chiaro se questo animale fosse un iguanodonte derivato o arcaico. Dalla stessa formazione provengono i resti di un altro iguanodonte, Siamodon, descritto anch'esso nel 2011.